# Nacho Cases
Ignacio Cases Mora, detto Nacho (Gijón, 22 dicembre 1987), è un ex calciatore spagnolo, di ruolo centrocampista.

## Carriera
Il debutto nella prima squadra dello Sporting Gijón arriva il 9 gennaio 2011, nella partita Racing Santander-Sporting Gijón, terminata 1-1.

## Palmarès

### Club

#### Competizioni nazionali
- Coppa di Cipro: 1

AEK Larnaca: 2017-2018
- Supercoppa di Cipro: 1

AEK Larnaca: 2018